# Tommaso Bernetti
Tommaso Bernetti (Fermo, 29 de dezembro de 1779 - Fermo, 21 de março de 1852) foi um cardeal da Igreja Católica e secretário de Estado da Santa Sé.

## Vida
O filho do Conde Salvatore Bernetti e Giuditta Brancadoro estudou direito e literatura na Universidade de Fermo e recebeu em 21 de Fevereiro de 1801, a tonsura em Roma.
Em 1809, na captura napoleônica de Roma, ele fugiu com seu tio, o cardeal Cesare Brancadoro, primeiro para Paris e depois para Reims. Em julho de 1814, ele assumiu uma comissão secreta do Papa Pio VII no imperador austríaco. Em seu retorno, Bernetti foi encarregado das negociações com Murat depois que as tropas francesas tiveram que deixar Roma. Ele preparou o retorno do papa em 1814.
Em outubro de 1826, o Papa Leão XII o elevou ao cardinalato e em maio de 1827 o transferiu para a igreja titular de San Cesareo em Palatio , embora tivesse recebido apenas as consagrações inferiores e não fosse ordenado sacerdote antes de 1839. Em 1828 ele foi nomeado cardeal secretário de Estado. Ele ocupou este cargo até 1829 e depois novamente de 1831 a 1836.
O cardeal Bernetti participou três vezes de uma eleição papal: no conclave de 1829, que o Papa Pio VIII foi escolhido, no conclave de 1830-1831, que o Papa Gregório XVI escolhido e em Conclave de 1846, do Papa Pio IX. como novo Summus Pontifex surgiu.
Depois de sua ordenação em 1839 Bernetti recebeu em 1844 pelo Papa Gregório XVI. a igreja titular San Lorenzo em Damaso .
Em 1847 Bernetti retirou-se para Fermo, onde morreu em 1852 e foi enterrado no cofre da família.